# Reri Grist

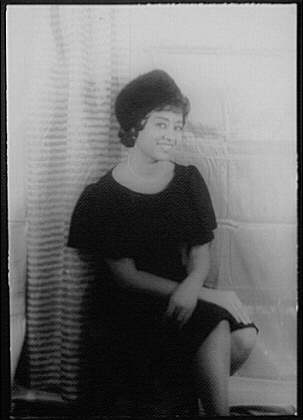
Reri Grist (1959)
Photo von Carl Van Vechten

Reri Grist (* 29. Februar 1932 in New York City) ist eine US-amerikanische Opernsängerin (Sopran/Koloratursopran). Sie ist eine der ersten afro-amerikanischen Opernsängerinnen mit internationaler Karriere.

## Leben

### Ausbildung und Karrierestart
Die Künstlerin wuchs in New York City auf. Sie besuchte die High School of Music and Art und schloss mit einem Bachelor of Arts in Music des Queens College, City University of New York, ab. Schon als Kind trat sie auf verschiedenen Bühnen am Broadway in Schauspielaufführungen und Musicals auf. 1957 war sie in der Urbesetzung der West Side Story von Leonard Bernstein. Sie spielte die „Consuelo“ und sang zum ersten Mal das Lied Somewhere. Daraufhin engagierte sie das New York Philharmonic Orchestra mit Bernstein als Dirigent für das Sopransolo in Gustav Mahlers IV. Symphonie. Mit diesem Orchester sang sie in den darauf folgenden Jahren Konzerte wieder mit Bernstein, Nadia Boulanger, Pierre Boulez und Michael Gielen. 

### Opernkarriere
1959 trat sie an der Santa Fe Opera auf, bei der sie ihre erste „Adele“ (Die Fledermaus) und „Blondchen“ (Die Entführung aus dem Serail) sang. Hier hörte sie Igor Strawinsky, worauf dieser sie einlud, seine Rossignol mit ihm als Dirigenten an der Washington Opera Society zu singen.
Ihr erster Auftritt in Europa war 1960 als Gast an der Kölner Oper, wo sie die Königin der Nacht in der Zauberflöte sang. Im Sommer des gleichen Jahres wurde sie Mitglied des Opernhauses Zürich, wo sie unter anderem die „Zerbinetta“ (Ariadne auf Naxos), Sophie (Der Rosenkavalier) und „Gilda“ (Rigoletto) zum ersten Mal sang. Damit begann ihre kometenhafte Karriere. 1962 sang sie bei dem Glyndebourne Festival und am Royal Opera House Covent Garden. Die Wiener Staatsoper engagierte sie 1963, wo sie dreiundzwanzig Jahre lang gastierte. Im gleichen Jahr erschien sie als Rosina (Il barbiere di Siviglia) mit Hermann Prey in einer Inszenierung von Günther Rennert an der San Francisco Opera zum ersten Mal. Es folgten mehrere Spielzeiten, in den sie unter anderem Gilda mit Alfredo Kraus, Manon mit Stuart Burrows, Susanna mit Geraint Evans und Oscar mit Leontyne Price porträtierte.
1964 debütierte Reri Grist als „Zerbinetta“ bei den Salzburger Festspielen. Während der zwölf darauf folgenden Festspielsommer feierte sie große Erfolge als „Susanna“ (Le nozze di Figaro), „Blondchen“ (Die Entführung aus dem Serail), „Despina“ (Così fan tutte) und „Papagena“ (Die Zauberflöte) in den Produktionen von Günther Rennert und Giorgio Strehler und mit den Dirigenten Karl Böhm, Zubin Mehta und Herbert von Karajan.
Ihr Debüt an der Metropolitan Opera in New York war im Jahr 1966 nochmals als „Rosina“. Hier sang sie zwölf Spielzeiten mehrere Rollen ihres Faches einschließlich „Olympia“ (Les Contes d’Hoffmann), „Adina“ (L’elisir d’amore), „Norina“ (Don Pasquale), „Oscar“ (Un ballo in maschera) und „Zerbinetta“ mit den Großen ihrer Zeit – Nicolai Gedda, Luciano Pavarotti, Plácido Domingo, Walter Berry, Christa Ludwig und Tatiana Troyanos.
An der Bayerischen Staatsoper trat sie von 1967 und bis 1983 auf, unter anderem als „Susanna“ in Le nozze di Figaro mit Dietrich Fischer-Dieskau und Hermann Prey, „Aminta“ in Die schweigsame Frau mit Donald Grobe, „Zerbinetta“ und „Nanetta“ in Falstaff mit Dietrich Fischer-Dieskau.
Reri Grist gastierte auch an der Mailänder Scala, der Chicago Lyric Opera, der Deutschen Oper Berlin, am Teatro Colón in Buenos Aires, beim Holland Festival und bei den Wiener Festwochen. Regisseure, mit denen sie in mehreren erfolgreichen Inszenierungen gearbeitet hatte, sind beispielsweise Otto Schenk, Lotfi Mansouri, Ruth Berghaus, Nathaniel Merrill und Axel Corti.
1991 beendete Reri Grist ihre Karriere auf der Opernbühne an der Nederlandse Opera in Morton Feldmans Neither zu einem Text von Samuel Beckett.
Die Künstlerin gab mehrere Liederabende in Europa und den USA. Ihr weiteres Konzertrepertoire umfasste u. a. Werke von Bach, Mozarts c-Moll-Messe, Requiem und Konzertarien, Gabriel Faurés Requiem, Carl Orffs Carmina Burana, Nonos Canti di vita e d’amore, Weberns opp. 13, 15, 16 und Arnold Schönbergs Herzgewächse. Sie trat in Konzerten auch mit den Dirigenten Seiji Ozawa, Wolfgang Sawallisch, Friedrich Cerha und anderen auf.
Im Dezember 2007 erschien sie wieder am Broadway als Solistin bei der Gala Broadway Cares/Equity Fights Aids zur 50-Jahr-Feier von Leonard Bernsteins West Side Story mit Mitgliedern der Urbesetzung. Sie sang wie damals Somewhere.
Eine umfangreiche Diskografie und verschiedene TV- und Videoaufzeichnungen dokumentieren ihr großes musikalisches Spektrum. 2021 wurde Reri Grist der Opus Klassik für ihr Lebenswerk zuerkannt.

### Lehrtätigkeit
1981 bis 1982 war die Künstlerin Professor of Voice an der School of Music, Indiana University, Bloomington. Danach bekleidete sie bis 1997 eine Professur für Gesang an der Hochschule für Musik und Theater München. Ferner hielt sie Meisterkurse, unter anderem an der Metropolitan Opera (Lindemann Young Artist Development Program) 2008, an der Escuela Superior della Reina Sofia Madrid 2008/2009, am Opernstudio der Hamburgischen Staatsoper 2008, am Internationalen Opernstudio Zürich 2007, an der San Francisco Opera (Merola Program) 2002/2003 und am Steans Institute Ravinia (IL) 1992–1997.

### Privatleben
1966 heirateten Reri Grist und Ulf Thomson, Hauptabteilungsleiter Musik des SR 1977–1981, Leiter der Redaktion Sinfonieorchester/Sinfonische Musik des NDR 1981–1987 und Intendant des Radio-Symphonie-Orchesters Berlin 1987–1991. Sie leben in der Hamburger Seniorenresidenz Augustinum.

### Gastrolle im „Tatort“
1996 übernahm sie in der Folge „Aida“ der TV-Reihe Tatort die Rolle einer Gesangslehrerin.

## Diskografie (Auswahl)
- West Side Story (Area USA 1958)
- Mahler Symphony No. 4 (CBS 1964)
- Der Schauspieldirektor (Deutsche Grammophon Gesellschaft 1967)
- Don Giovanni (Deutsche Grammophon Gesellschaft 1974)
- Best of Mozart (Deutsche Grammophon Gesellschaft 2002)
- Jephtha – von Handel (Vanguard 1969)

## DVD-Video (Auswahl)
- Ariadne auf Naxos (u. a. mit Sena Jurinac) 1965
- Le Nozze di Figaro (u. a. mit Walter Berry, Claire Watson, Ingvar Wixell, Karl Böhm) 1966, Salzburger Festspiele
- Don Pasquale (u. a. mit Hermann Prey, Luigi Alva, Oskar Czerwenka) 1972
- Die Entführung aus dem Serail (u. a. mit Edita Gruberová) 1980